# Андухар, Даниэль Гарсия
Дание́ль Гарси́а Анду́хар (исп. Daniel García Andújar; род. 1966[…], Альморади) — испанский художник визуальных медиа, активист и теоретик искусства. Живёт и работает в Барселоне. Его работы широко выставлялись на выставках Manifesta 4, Venice Biennale и Documenta 14. Он провёл множество семинаров для художников и общественных коллективов по всему миру.

## Работа и вклад
Даниэль Гарсия Андухар является одним из главных представителей Net.art и основателем Technologies To The People. Его творческая деятельность касается проблем демократии и неравенства в контексте информационного общества и новых технологий и проходит, в основном, в онлайн-сфере. Тем не менее Андухар отметился также семинарами и мероприятиями в музейных пространствах.
Самыми известными проектами Андухара являются: машина, позволяющая нищим на улице получить доступ к цифровым деньгам; The Body Research Machine — интерактивная машина, которая сканировала нити ДНК тела, обрабатывая их для научных экспериментов; операционная система с открытым исходным кодом, представленная в рамках проекта Individual Citizen Republic Project: The System.
С января по апрель 2015 года в Национальном музее искусств королевы Софии (MNCARS) прошла обширная персональная выставка его работ под названием «Операционная система». Его работы находятся в крупных государственных и частных коллекциях.

## Проекты
- 1996—2011: Технологии для людей (англ. Technologies To The People), представляет собой исторический проект Net.art. В проекте через объединение приёмов корпоративной рекламы и революционной риторики самосовершенствования равно высмеивались и превозносились общепринятые моральные принципы;[4]
- 2003: X-devian. Система «Новые технологии для людей». Сетевая система X-devian не только предоставляла пользователям доступ к базе с информацией (документы, тексты, программы, видеофайлы) о свободном программном обеспечении, но и вовлекала их в процесс создания «новой реальности»;[5]
- 2011: A vuelo de pájaro «Let's Democratize Democracy».

## Выставки
- 2006 — Палау де ла Виррейна, Барселона, Испания.
- 2008 — Искусство в эпоху интеллектуальной собственности. Hartware MedienKunstVerein, PHOENIX Halle Dortmund, Германия. Кураторы — Инке Арнс и Фрэнсис Хунгер.
- 2008 — Herramientas del arte. Relecturas (Инструменты искусства: перечитывание), Валенсия, Испания. Куратор — Альваро де лос Анхелес.
- 2008 — Banquete_nodos y redes. LABoral Centro de Arte y Creación Industrial, Хихон, Испания. Куратор — Карин Оленшлегер.
- 2008 — Музей современного искусства, Нови-Сад, Сербия. Кураторы — Инке Арнс и Якоб Лиллемос.
- 2009 — Württembergischer Kunstverein, Штутгарт, Германия. Кураторы — Ирис Дресслер и Ханс Д. Крист.
- 2009 — Музей современного искусства, Бремен, Германия. Куратор — Анн Турман-Яйес.
- 2009 — Subversive Praktiken, Württembergischer Kunstverein, Штутгарт, Германия.
- 2009 — Центр искусств Иберии, Пекин, Китай. Куратор — Валентин Рома.
- 2010 — Sedat Yazici Riva Foundation для образования, культуры и искусства, Стамбул, Турция. Куратор — Басак Сенова.
- 2010 — История слияния и расхождения. Объекты желания. Центр современной культуры Барселоны, Барселона, Испания. Кураторы — Игнаси Абалли, Мельсиор и Висент Санчис.
- 2010 — Total Museum of Contemporary Art, Сеул, Южная Корея. Кураторы — Натали Бозеул Шин и Ханс Д. Крист.
- 2010 — La comunidad inconfesable, Bòlit, Centre d’Art Contemporani, Жирона, Испания. Куратор — Валентин Рома.
- 2015 — Sistema Operativo. Национальный музей Centro de Arte Reina Sofía. Куратор — Мануэль Борха-Виллель.
- 2015 — Naturaleza vigilada / Überwachte Natur, Museo Vostell Malpartida.

## Избранные книги
- Иван де ла Нуес, Валентин Рома, Ханс Христ, Ирис Дресслер. «Daniel Garcia Andujar: Postcapital Archive 1989—2001». ISBN 978-3-7757-3170-6.
- Хавьер де ла Куэва, Ирис Дресслер, Альберто Лопес Куэнка, Исидоро Валькарсель Медина, Хосе Луис Пардо. «Operating System. Daniel G. Andujar: Technologies to the people». ISBN 978-84-8026-506-5.
- Андухар. Д.-Г. Посткапиталистический архив / Даниэль Гарсия Андухар // 2 Уральская индустриальная биеннале современного искусства: дайджест интеллектуальной платформы . — Екатеринбург: УрФУ, 2012.